# Michel Meurger
Œuvres principales
- Lovecraft et la S.-F.
- Alien abduction. L'enlèvement extraterrestre : de la fiction à la croyance
- Histoire naturelle des dragons
- Gilles de Rais et la littérature

Michel Meurger est un critique et essayiste français né le 5 février 1946. Spécialiste de la littérature de science-fiction, il a notamment consacré plusieurs ouvrages et articles à l'imaginaire scientifique. Directeur de la collection « Scientifictions » aux éditions Encrage, il reçoit en novembre 2007 le grand prix de l'Imaginaire « pour les passerelles créées par son œuvre entre la France, l’Allemagne et l’Angleterre. »

## Publications

### Ouvrages
- Monstres des lacs du Québec : mythes et troublantes réalités, Montréal, Stanké, 1982, 319 p. (ISBN 2-7604-0172-3).
- De l'ogre noir au rat blanc : L'insolite alimentaire dans la rumeur, Paris, Pogonip, 1988, 16 p.
- Lovecraft et la S.-F., vol. 1, Amiens, Encrage, coll. « Travaux » (no 11), 1991, 190 p. (ISBN 2-906389-31-5, présentation en ligne sur le site NooSFere).
- Lovecraft et la S.-F., vol. 2, Amiens, Encrage, coll. « Travaux » (no 21), 1994, 190 p. (ISBN 2-906389-49-8, présentation en ligne sur le site NooSFere).
- Scientifictions. La revue de l'imaginaire scientifique, Alien abduction. L'enlèvement extraterrestre : de la fiction à la croyance, Amiens, Encrage, coll. « Interface » (no 1), 1995, 253 p. (ISBN 2-906389-62-5, présentation en ligne).
- Histoire naturelle des dragons : un animal problématique sous l'œil de la science  (préf. Jean Céard), Rennes, Terre de brume, coll. « Terres fantastiques », 2006, 2e éd. (1re éd. 2001), 263 p. (ISBN 2-84362-292-1, présentation en ligne sur le site NooSFere).
- Gilles de Rais et la littérature, Rennes, Éditions Terre de Brume, coll. « Terres fantastiques », 2003, 237 p. (ISBN 2-84362-149-6, présentation en ligne).

### Articles
- « Les félins exotiques dans le légendaire français », Communications, Paris, Éditions du Seuil, no 52 « Rumeurs et légendes contemporaines »,‎ 1990, p. 175-196 (lire en ligne).
- « Le Monstre du Loch Ness. Du folklore à la zoologie spéculative », dans Scientifictions. La revue de l'imaginaire scientifique, vol. 2, Amiens, Encrage, coll. « Interface », 1997 (ISBN 2-906389-84-6, présentation en ligne), p. 135-254.
- « La Vierge de fer : une machine problématique à travers l'Histoire, la littérature, le cinéma et la bande dessinée », Le Visage vert, Paris, Joëlle Losfeld, no 11,‎ octobre 2001, p. 39-77.
- « L'Imaginaire de Gilles de Rais : la bête, l'esthète et Barbe-Bleue », Le Visage Vert, Paris, Joëlle Losfeld, no 10,‎ avril 2001, p. 20-55 (ISBN 2-84412-085-7, présentation en ligne sur le site NooSFere).
- « Des Alpes à l’Islande. Genèse de la prise en compte scientifique des créatures extraordinaires », La Gazette fortéenne, Paris, les éditions de l'Œil du Sphinx, vol. I,‎ 2002.
- « Petits hommes, grands espoirs : l'homme de Florès, de la paléoanthropologie à la cryptozoologie », La Gazette fortéenne, Paris, les éditions de l'Œil du Sphinx, vol. IV,‎ 2005 (ISBN 2-914405-24-3).
- « Jules Bois ou le famulus des mages », Le Visage Vert, Cadillon, Zulma, no 15,‎ juin 2008, p. 18-20.
- « Les Sorcières de Salem et la fiction américaine », Le Visage Vert, Cadillon, Zulma, no 18,‎ juin 2011, p. 31-45.
- « Rais, Gilles de », dans François Angelier et Stéphane Bou (dir.), Dictionnaire des assassins et des meurtriers, Paris, Calmann-Lévy, 2012, 607 p. (ISBN 978-2-7021-4306-3, présentation en ligne), p. 487-493.
- « Du côté des loups (I) », Le Visage Vert, Cadillon, Le Visage vert, no 22,‎ juin 2013, p. 99-130.
- « Du côté des loups (II) », Le Visage Vert, Cadillon, Le Visage vert, no 25,‎ février 2015, p. 9-32.
- « Du côté des loups (III) », Le Visage Vert, Cadillon, Le Visage vert, no 27,‎ juin 2016, p. 83-111.
- « Du côté des loups (IV) : Garous et meneurs de loups littéraires. De Jeannot-Grandes-Dents à Antoine Chastel », Le Visage Vert, Cadillon, Le Visage vert, no 29,‎ novembre 2017, p. 41-82.